# Mikael Ludenfot
Mikael Ludenfot (finska: Mikael Karvajalka) är en historisk roman skriven av den finländske författaren Mika Waltari, utgiven 1949. Den utkom i svensk översättning samma år.

## Handling
Huvudpersonen Mikael föds som så kallad oäkting i Åbo i Finland i början på 1500-talet. Här växer han upp och drabbas tidigt av en stor kunskapstörst. Denna får Mikael och hans vän den starke Antti att lämna Finland för att söka lyckan.
De blir bland annat vittne till Stockholms blodbad, får uppleva de rysliga häxprocesserna och blandas in i de stora oroligheterna som följde efter att Martin Luther gjort uppror mot Romersk-katolska kyrkan.
Boken genomsyras av Mikaels gudsfruktan och moraliska dilemman i det omvälvande och blodiga 1500-talets Europa.